# Кольдажоу
Кольдажо́у (кат. Colldejou, вимова літературною каталанською [koʎ də'ʒow]) — муніципалітет, розташований в Автономній області Каталонія, в Іспанії. Код муніципалітету за номенклатурою Інституту статистики Каталонії — 430458. Знаходиться у районі (кумарці) Баш-Камп (коди району — 08 та BC) провінції Таррагона, згідно з новою адміністративною реформою перебуватиме у складі баґарії (округи) Камп-да-Таррагона.

## Назва муніципалітету
Назва муніципалітету походить від імені лат. Jove або Jovu.

## Населення
Населення міста (у 2007 р.) становить 187 осіб (з них менше 14 років — 6,4 %, від 15 до 64 — 75,9 %, понад 65 років — 17,6 %). У 2006 р. народжуваність склала 0 осіб, смертність — 1 особа, зареєстровано 0 шлюбів. У 2001 р. активне населення становило 85 осіб, з них безробітних — 5 осіб.
Серед осіб, які проживали на території міста у 2001 р., 178 народилися в Каталонії (з них 150 осіб у тому самому районі, або кумарці), 7 осіб приїхало з інших областей Іспанії, а 1 особа приїхала з-за кордону.
Вищу освіту має 5,6 % усього населення.
У 2001 р. нараховувалося 58 домогосподарств (з них 24,1 % складалися з однієї особи, 20,7 % з двох осіб,10,3 % з 3 осіб, 20,7 % з 4 осіб, 10,3 % з 5 осіб, 10,3 % з 6 осіб, 1,7 % з 7 осіб, 0 % з 8 осіб і 1,7 % з 9 і більше осіб).
Активне населення міста у 2001 р. працювало у таких сферах діяльності: у сільському господарстві — 7,5 %, у промисловості — 18,8 %, на будівництві — 25 % і у сфері обслуговування — 48,8 %.
У муніципалітеті або у власному районі (кумарці) працює 19 осіб, поза районом — 62 особи.

### Безробіття
У 2007 р. нараховувалося 2 безробітних (у 2006 р. — 3 безробітних), з них чоловіки становили 50 %, а жінки — 50 %.

## Економіка

### Підприємства міста

#### Промислові підприємства
| \| Промислові підприємства міста, за сферою діяльності \| Промислові підприємства міста, за сферою діяльності \| Промислові підприємства міста, за сферою діяльності \| \| Рік \| 2002 р. \| 2001 р. \| \| --------------------------------------------------- \| --------------------------------------------------- \| --------------------------------------------------- \| \| Енергетичні та водні ресурси \| 0 % \| 0 % \| \| Хімія та метали \| 0 % \| 0 % \| \| Переробка металів \| 0 % \| 0 % \| \| Продукти харчування \| 100 % \| 100 % \| \| Текстиль \| 0 % \| 0 % \| \| Виробництво меблів, видання \| 0 % \| 0 % \| \| Інше \| 0 % \| 0 % \| \| Усього підприємств \| 1 \| 1 \| |         |         |
| Промислові підприємства міста, за сферою діяльності |         |         |
| Рік | 2002 р. | 2001 р. |
| Енергетичні та водні ресурси | 0 %     | 0 %     |
| Хімія та метали | 0 %     | 0 %     |
| Переробка металів | 0 %     | 0 %     |
| Продукти харчування | 100 %   | 100 %   |
| Текстиль | 0 %     | 0 %     |
| Виробництво меблів, видання | 0 %     | 0 %     |
| Інше | 0 %     | 0 %     |
| Усього підприємств | 1       | 1       |

#### Роздрібна торгівля
| \| Підприємства роздрібної торгівлі міста, за сферою діяльності \| Підприємства роздрібної торгівлі міста, за сферою діяльності \| Підприємства роздрібної торгівлі міста, за сферою діяльності \| \| Рік \| 2002 р. \| 2001 р. \| \| ------------------------------------------------------------ \| ------------------------------------------------------------ \| ------------------------------------------------------------ \| \| Продукти харчування \| 0 % \| 0 % \| \| Одяг та взуття \| 0 % \| 0 % \| \| Товари для дому \| 100 % \| 100 % \| \| Книги та періодичні видання \| 0 % \| 0 % \| \| Промислова хімічна продукція \| 0 % \| 0 % \| \| Продукція, пов'язана з транспортними засобами \| 0 % \| 0 % \| \| Інше \| 0 % \| 0 % \| \| Усього підприємств \| 1 \| 1 \| |         |         |
| Підприємства роздрібної торгівлі міста, за сферою діяльності |         |         |
| Рік | 2002 р. | 2001 р. |
| Продукти харчування | 0 %     | 0 %     |
| Одяг та взуття | 0 %     | 0 %     |
| Товари для дому | 100 %   | 100 %   |
| Книги та періодичні видання | 0 %     | 0 %     |
| Промислова хімічна продукція | 0 %     | 0 %     |
| Продукція, пов'язана з транспортними засобами | 0 %     | 0 %     |
| Інше | 0 %     | 0 %     |
| Усього підприємств | 1       | 1       |

#### Сфера послуг
| \| Підприємства міста, що працюють у сфері послуг, за діяльністю \| Підприємства міста, що працюють у сфері послуг, за діяльністю \| Підприємства міста, що працюють у сфері послуг, за діяльністю \| \| Рік \| 2002 р. \| 2001 р. \| \| ------------------------------------------------------------- \| ------------------------------------------------------------- \| ------------------------------------------------------------- \| \| Гуртова торгівля \| 50 % \| 50 % \| \| Готелі та готельний бізнес \| 25 % \| 25 % \| \| Транспорт та зв'язок \| 0 % \| 0 % \| \| Посередницькі фінансові послуги \| 0 % \| 0 % \| \| Послуги підприємствам \| 0 % \| 0 % \| \| Послуги фізичним особам \| 25 % \| 25 % \| \| Нерухомість та ін. \| 0 % \| 0 % \| \| Усього підприємств \| 4 \| 4 \| |         |         |
| Підприємства міста, що працюють у сфері послуг, за діяльністю |         |         |
| Рік | 2002 р. | 2001 р. |
| Гуртова торгівля | 50 %    | 50 %    |
| Готелі та готельний бізнес | 25 %    | 25 %    |
| Транспорт та зв'язок | 0 %     | 0 %     |
| Посередницькі фінансові послуги | 0 %     | 0 %     |
| Послуги підприємствам | 0 %     | 0 %     |
| Послуги фізичним особам | 25 %    | 25 %    |
| Нерухомість та ін. | 0 %     | 0 %     |
| Усього підприємств | 4       | 4       |

## Житловий фонд
У 2001 р. 1,7 % усіх родин (домогосподарств) мали житло метражем до 59 м2, 25,9 % — від 60 до 89 м2, 22,4 % — від 90 до 119 м2 і
50 % — понад 120 м2.

З усіх будівель у 2001 р. 20 % було одноповерховими, 18,9 % — двоповерховими, 61,1 % — триповерховими, 0 % — чотириповерховими, 0 % — п'ятиповерховими, 0 % — шестиповерховими,
0 % — семиповерховими, 0 % — з вісьмома та більше поверхами.

## Автопарк
| \| Автомобілі, зареєстровані у місті, за призначенням \| Автомобілі, зареєстровані у місті, за призначенням \| Автомобілі, зареєстровані у місті, за призначенням \| \| Рік \| 2006 р. \| 2005 р. \| \| -------------------------------------------------- \| -------------------------------------------------- \| -------------------------------------------------- \| \| Приватні автомобілі \| 49,8 % \| 49,5 % \| \| Мотоцикли \| 21,1 % \| 20,7 % \| \| Вантажівки \| 25,1 % \| 26,6 % \| \| Трактори \| 0,4 % \| 0 % \| \| Автобуси та ін. \| 3,5 % \| 3,2 % \| \| Усього автомобілів \| 227 шт. \| 222 шт. \| |         |         |
| Автомобілі, зареєстровані у місті, за призначенням |         |         |
| Рік | 2006 р. | 2005 р. |
| Приватні автомобілі | 49,8 %  | 49,5 %  |
| Мотоцикли | 21,1 %  | 20,7 %  |
| Вантажівки | 25,1 %  | 26,6 %  |
| Трактори | 0,4 %   | 0 %     |
| Автобуси та ін. | 3,5 %   | 3,2 %   |
| Усього автомобілів | 227 шт. | 222 шт. |

## Вживання каталанської мови
У 2001 р. каталанську мову у місті розуміли 98,9 % усього населення (у 1996 р. — 100 %), вміли говорити нею 97,3 % (у 1996 р. — 95,9 %), вміли читати 95,7 % (у 1996 р. — 83,6 %), вміли писати 64,3 % (у 1996 р. — 54,4 %). Не розуміли каталанської мови 1,1 %.

## Політичні уподобання
У виборах до Парламенту Каталонії у 2006 р. взяло участь 132 особи (у 2003 р. — 122 особи). Голоси за політичні сили розподілилися таким чином:
| \| Вибори до Парламенту Каталонії \| Вибори до Парламенту Каталонії \| Вибори до Парламенту Каталонії \| \| Рік \| 2006 р. \| 2003 р. \| \| -------------------------------------- \| ------------------------------ \| ------------------------------ \| \| Конвергенція та Єднання (CiU) \| 46,2 % \| 46,7 % \| \| Соціалістична партія Каталонії (PSC) \| 8,3 % \| 8,2 % \| \| Народна партія (PP) \| 0 % \| 0,8 % \| \| Ініціатива за Каталонію — Зелені (ICV) \| 3,8 % \| 2,5 % \| \| Республіканська лівиця Каталонії (ERC) \| 40,9 % \| 41,8 % \| \| Громадяни — Громадянська партія (C's) \| 0 % \| 0 % \| \| Інші \| 0,8 % \| 0 % \| |         |         |
| Вибори до Парламенту Каталонії |         |         |
| Рік | 2006 р. | 2003 р. |
| Конвергенція та Єднання (CiU) | 46,2 %  | 46,7 %  |
| Соціалістична партія Каталонії (PSC) | 8,3 %   | 8,2 %   |
| Народна партія (PP) | 0 %     | 0,8 %   |
| Ініціатива за Каталонію — Зелені (ICV) | 3,8 %   | 2,5 %   |
| Республіканська лівиця Каталонії (ERC) | 40,9 %  | 41,8 %  |
| Громадяни — Громадянська партія (C's) | 0 %     | 0 %     |
| Інші | 0,8 %   | 0 %     |